# Râul Mogoșu, Teleajen
Râul Mogoșu este un curs de apă afluent al râului Teleajen. 

## Hărți
- Harta Județului Prahova
- Harta Munții Grohotiș [nefuncțională]